# Phenacogaster calverti
Phenacogaster calverti är en fiskart som först beskrevs av Fowler, 1941.  Phenacogaster calverti ingår i släktet Phenacogaster och familjen Characidae. Inga underarter finns listade i Catalogue of Life.